# Prodal
Prodal o Boxeo Jemer es la manera en la que en Camboya se refieren a la técnica tradicional de lucha ampliamente difundida en el país y con mucha similitud con el Muay Thai de Tailandia.
Está considerado, junto al muay thai, como una de las artes marciales más peligrosas del mundo.

## Historia
La palabra "Prodal" viene del idioma Jemer y significa en español "golpear" o "combatir". Su origen se remonta a los tiempos del Imperio de Bayón entre los siglos VIII a XV y, seguramente, a la misma génesis de la cultura jemer. Prodal es una disciplina básicamente desarrollada en el contexto de las numerosas batallas que los jemeres sostuvieron a lo largo de su historia, especialmente contra el Reino de Champa, los malayos, indonesios y Tailandia, conocida en aquel entonces como el reino de Siam.

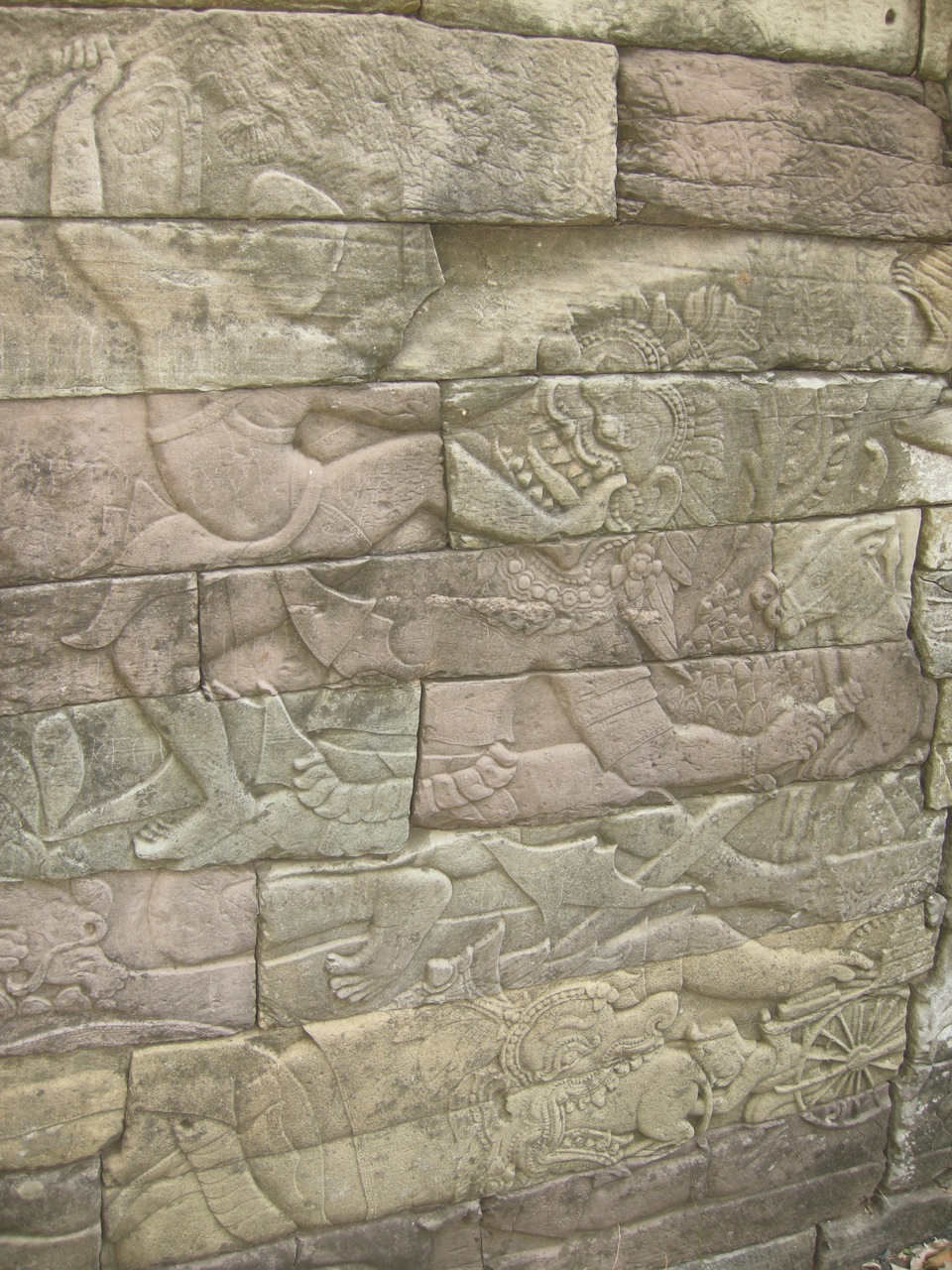
guerrero realizando una patada en un mural a bajo relieve en un muro del templo Banteay Chhmar.

Como todo el deporte en Camboya, este se vio afectado por los acontecimientos bélicos del país, especialmente entre 1970 y 1993, (los Jemeres Rojos prohibieron la práctica de este deporte durante su régimen (1975-1979) y asesinaron a sus maestros), pero poco a poco el país se recupera y el deporte vuelve a tener el puesto que le corresponde. Para la organización de este deporte a nivel profesional, existe la Federación Nacional Camboyana de Boxeo. Por motivos nacionalistas, Camboya, como Laos, han rehusado hacer parte de las organizaciones tailandesas de Muay Thai, lo que a simple vista puede ser muy loable, pero que coarta la posibilidad de que los deportistas camboyanos hagan presencia en la arena internacional. Existe también el Comité de Artas Marciales Jemeres que busca la promoción y conservación del deporte.
El deporte también es conocido como Kbach Kun, Sovanna Phum y Prodal Serei.

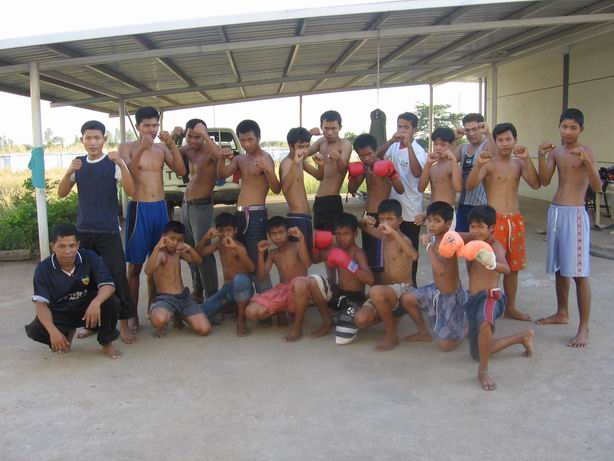
Un equipo de boxeadores principiantes.

## Artes Marciales Jemeres
Existen muchas variantes nativas del Prodal o Artes Marciales Jemeres que, lamentablemente se vieron afectadas por los fenómenos de destrucción cultural llevada a cabo por el régimen militar de los Jemeres rojos entre 1975-1979, tiempo en el cual todo el material conservado, estudios y demás antecedentes culturales fueron hechos añicos. Debido a que en durante la posguerra, y a la presencia de muchos extranjeros también orientales que llegaron a trabajar y a hacer servicios sociales dentro del país; los jóvenes camboyanos se han senrido atraídos por artes marciales foráneas como el judo, el Karate, o el Aikido de origen japonés, el Kung Fu chino, y el Taekwondo coreano, el Boxeo inglés, y el kickboxing, entre otras.
Las federaciones de Prodal, actualmente buscan la reconstrucción, promoción e identificación del patrimonio ancestral, aunque las artes marciales, como todos los deportes en Camboya, todavía no son una buena fuente de ingresos para ganarse la vida y es raro el deportista que esté dedicado solo a esa actividad.

## Grandes maestros de Prodal
Las figuras nacionales del Prodal en Camboya son los siguientes:
- Ei Phouthorng
- Noun Bora
- Meas Chanta
- Pich Arun

## Federaciones de artes marciales en Camboya
- Federación Jemer Wu Su (de Kung Fu)
- Federación de Boxeo Jemer
- Asociación Musulmana de Kung Fu (de Banja Silat)